# Wasted Time
«Wasted Time» —en español: Tiempo Perdido— es una canción de la banda de heavy metal estadounidense Skid Row, fue el tercer sencillo del segundo álbum de la banda, Slave to the Grind, siendo lanzado en 1991.
La canción escrita por Sebastian Bach, Rachel Bolan y Dave Sabo está dedicada a Steven Adler baterista original de Guns N' Roses que debió dejar la banda por su adicción a la heroína, amigo de Sebastian Bach.
Wasted Time, considerada una de las canciones más emblemáticas de la banda, fue su último verdadero hit en las listas estadounidenses, ya que con el éxito de Nevermind de Nirvana y Ten de Pearl Jam, que pondrían al grunge en la palestra, las bandas como Skid Row se verían sepultadas masivamente, aunque la banda lograría sobrevivir pero cada vez con un perfil más bajo.
Alcanzó el casillero #88 del Billboard Hot 100 y el puesto #30 en el Mainstream Rock Tracks, mientras que en el Reino Unido llegaría al puesto #20.
A pesar de que es considerada una de las mejores canciones de la banda, fue omitida para el álbum recopilatorio 40 Seasons: The Best of Skid Row y Rachel Bolan quién participó en su composición llegó a declarar que Wasted Time era: La pieza más grande de mierda que se haya registrado.

## Lista de canciones
1. «Wasted Time» (Editada)
2. «Psycho Love»
3. «Get The Fuck Out» (en vivo)
4. «Holidays in the Sun» (versión de Sex Pistols)